# 清沢満之
清沢 満之（きよざわ まんし、1863年8月10日（文久3年6月26日） - 1903年（明治36年）6月6日）は、日本の明治期に活躍した真宗大谷派（本山・東本願寺）の僧侶、哲学者・宗教家。旧姓は「徳永」。幼名は「満之助」。院号法名は、「信力院釋現誠」。真宗大学（現・大谷大学）の初代学監（学長）。清沢が副住職を務めた愛知県碧南市の西方寺には清沢満之記念館がある。

## 生涯

### 建峰時代

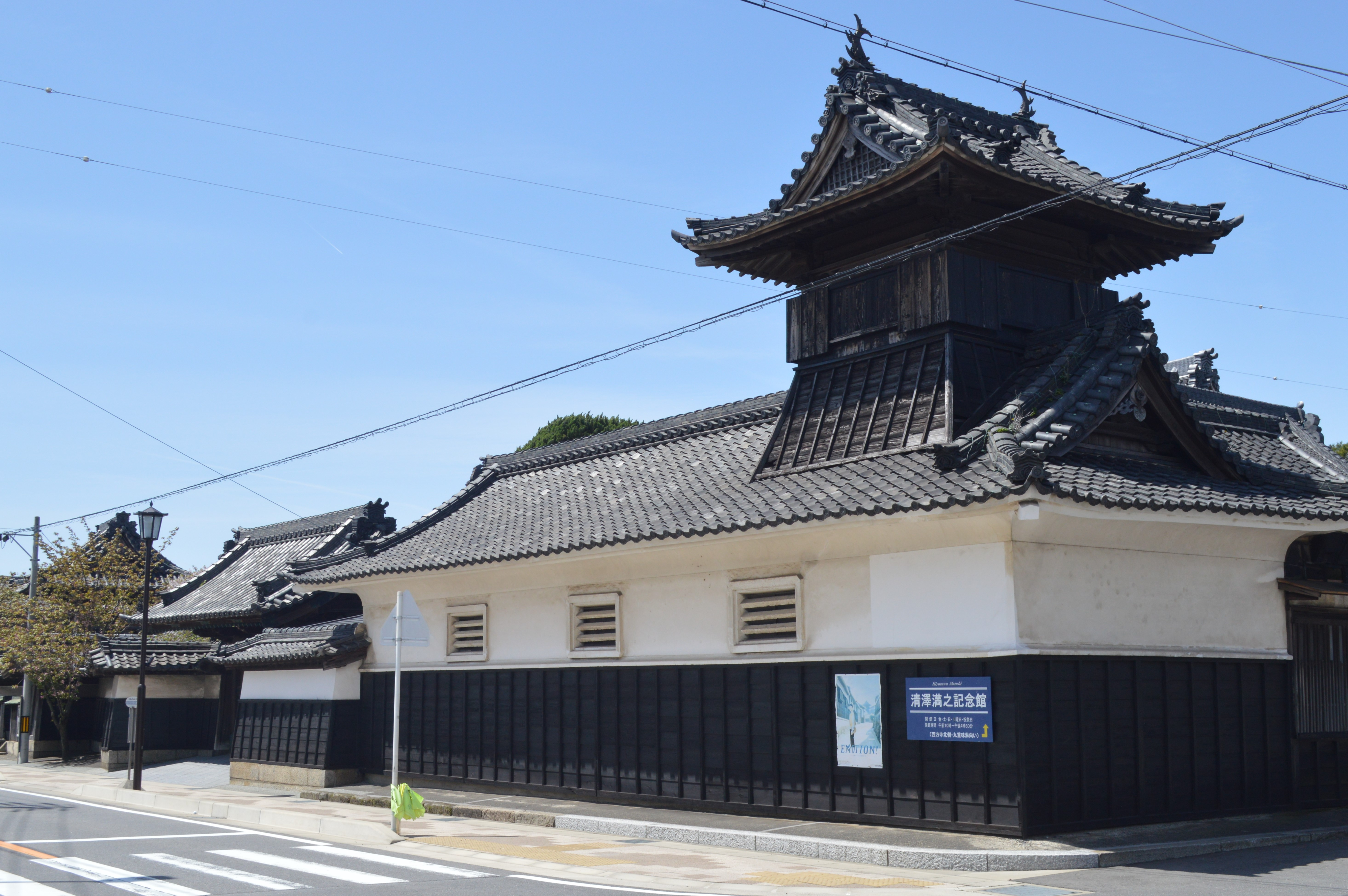
副住職を務めた西方寺（愛知県碧南市）

尾張藩士、徳永永則の子として、尾張国名古屋（現在の愛知県名古屋市）に生まれた。愛知英語学校（後の愛知県第一中学校）と、愛知医学校（後の名古屋大学医学部）に入るも、いずれも廃校になり、その方面の道を断念した。彼は優秀で前者の愛知英語学校では通訳として教授のイギリス人が演説に出かけるときは通訳をしたという。浄土真宗本願寺派の名古屋別院にある医学校はドイツ語を習っただけで廃校になっている。
1878年（明治11年）2月、得度して真宗大谷派の僧侶となり、東本願寺育英教校に入学した。当時は非常に活発で走ったり相撲をしたりしている。その留学生として東京大学予備門に補欠募集があるのを知り、僅かの準備期間でトップで入学した。1887年（明治20年）に東京大学文学部哲学科を首席で卒業。同級生には後に文部大臣になる岡田良平、梅本順三郎が、一年後輩に、上田万年や沢柳政太郎がいた。学生時代に、井上円了らと「哲学会」を始め、1887年（明治20年）2月に『哲学会雑誌』を創刊した際には編集に当たる。同年、井上円了による哲学館（現、東洋大学）の創設時には、評議員となり、また心理学及び哲学史を担当する講師となる。大学院では、宗教哲学を専攻。しかし、1888年（明治21年）7月には、真宗大谷派の要請で、当時、同派が経営を委嘱されていた京都府尋常中学校（現在の大谷中学高等学校の前身で現在の洛北高校を併設）の初代校長を務め、高倉大学寮にも出講する一方、清沢やす子と結婚し、清沢姓になっている。1888年（明治21年）には愛知県碧海郡大浜村（現・碧南市）の西方寺の副住職となった。しかし大学院をやめても、彼は研究をやめたわけではなかった。

### 骸骨時代
1890年（明治23年）7月には京都府尋常中学校校長を辞任する。この頃からミニマム・ポッシブル（Minimum Possible）と呼ばれる最低限の制欲自戒生活を始める。黒衣黒袈裟の僧服姿で、食膳は麦飯一菜漬物、煮炊きはせず、酒はもちろん茶すら飲まず、飲料には素湯もしくは冷湯を用いた。そんな生活を続ける中、学問の面でも『歎異抄』などをよく読み、その自戒生活の実践の中で得意の哲学を駆使して『宗教哲学骸骨』『他力門哲学骸骨試稿』を執筆する。1892年8月に刊行された『宗教哲学骸骨』は、1893年（明治26年）9月のシカゴ万国宗教大会で英訳されて評判となった。骸骨なる言葉はこの時代の生活ぶりに重ねあわせたものである。

### 石水時代
1894年（明治27年）、肺結核を発病した。同年1月、禁欲生活で体力が落ちた体で、厳寒の京都で前法主の葬儀に参列した清沢は屋外に立ち続けた。これが引き金といわれる。1896年（明治29年）に京都府愛宕郡白川村（現在の京都市左京区）に移り住む。白川党の宗門改革運動を始める。今川覚神や稲葉昌丸らと『教界時言』を発刊、東本願寺における近代的な教育制度・組織の確立を期して種々の改革を建議・推進し、しばしば当局者と対立し、宗門からの除名処分を受ける。

### 臘扇時代
1898年、宗門よりの除名を解かれた。彼は保守勢力からの独立を強く求め、その目玉として、京都にあった、真宗大学の東京移転があった。1899年9月に東京本郷森川の近角常観留守宅にて私塾浩々洞を開き、多田鼎、佐々木月樵、暁烏敏ら多くの真宗学者、仏教学者を輩出する。1901年（明治34年）、浩々洞にて雑誌『精神界』を創刊。同年、東本願寺が東京巣鴨に開校した真宗大学（後に、高倉大学寮と併合、京都に移されて真宗大谷大学と改称、現、大谷大学）の学監に就任するも、翌年辞任した。

### 浜風時代
1903年6月6日、肺結核が悪化し、改革の道半ばにして西方寺にて死去、満39歳没。

## 再発見とその後

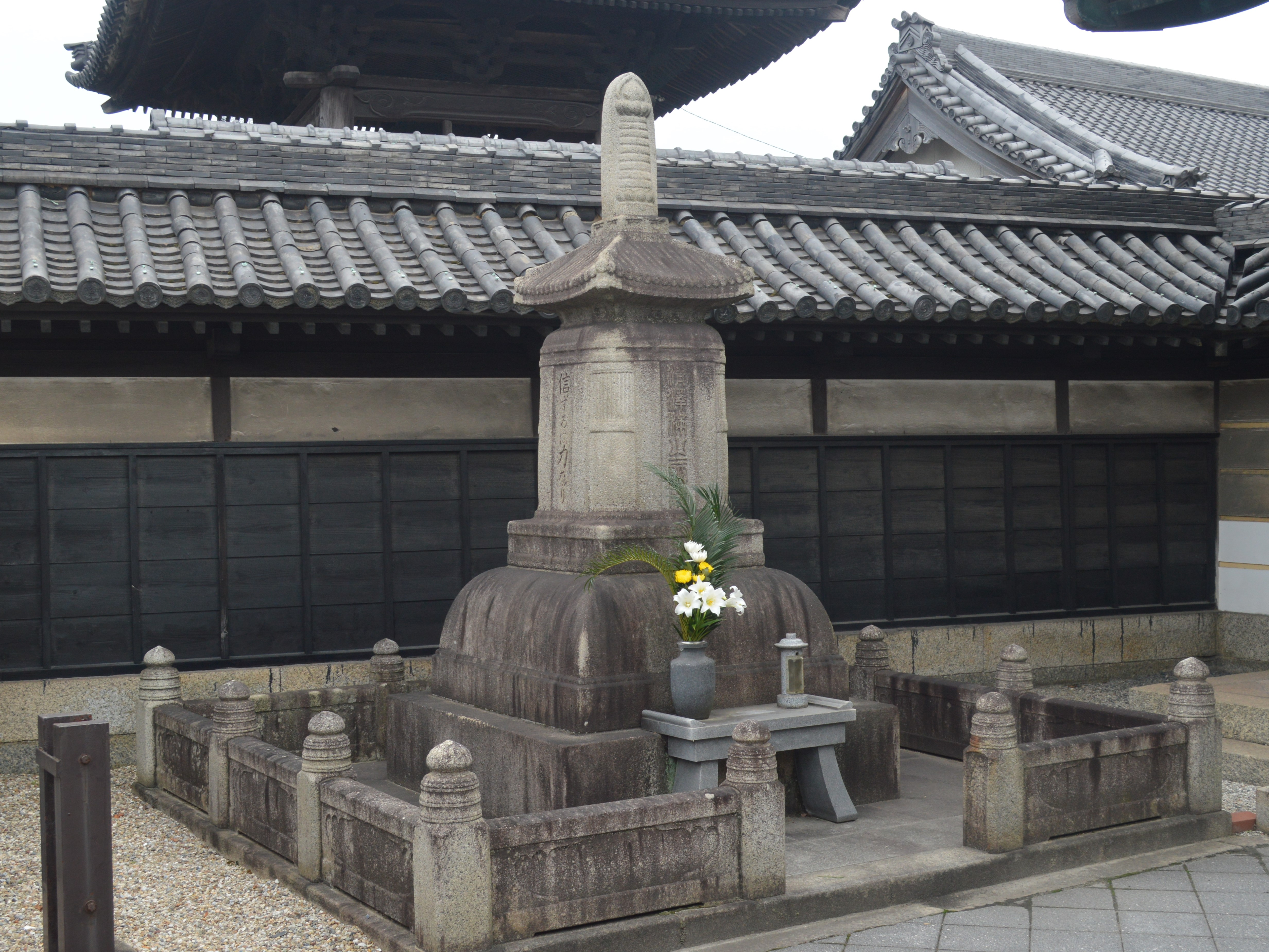
清沢満之師碑（愛知県碧南市）

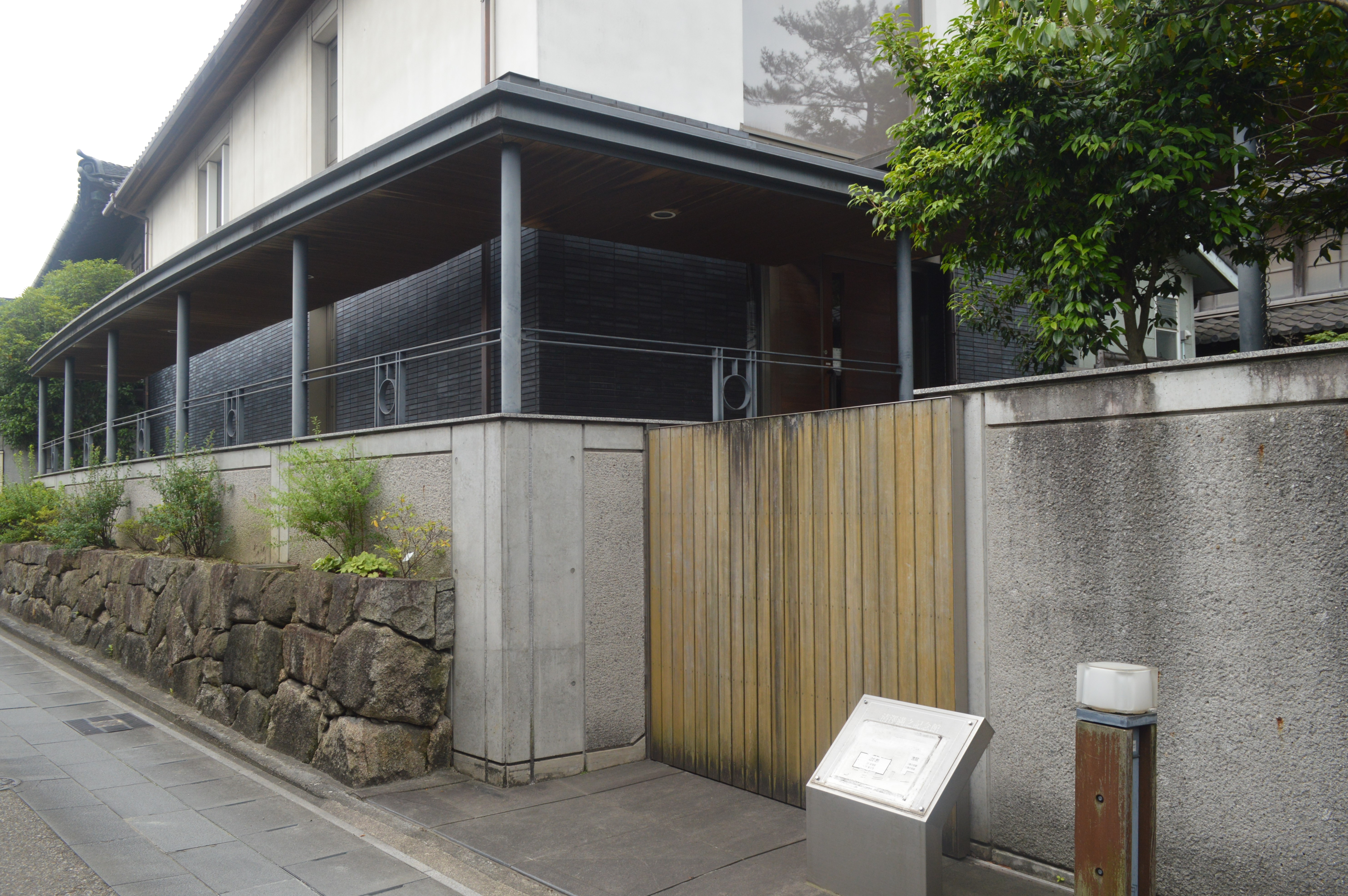
清沢満之記念館（愛知県碧南市）

生前、鈴木大拙らに高く評価された清沢であったが、死後長らく忘れ去られていた。清沢が再発見されたのは、戦後になってからで、1965年春「中央公論」4月号座談会「近代日本を創った宗教人100人を選ぶ」で司馬遼太郎が取り上げ、1970年11月中央公論社『日本の名著』第43巻で橋本峰雄が著書を紹介した。このとき、「清沢満之とは誰か。」と多くの問い合わせが寄せられたり、橋本が、西方寺の住職を勤める清沢の孫夫婦にインタビューしたら、「うちのおじいさん、そんなにえらい人やったんですか。」と答えた。
山本伸裕は再発見を第2次復権と命名、、その後彼の全集が岩波書店から2002年~2003年と2012年に発行されてから、第三次復権として、再び脚光を浴びつつあるという。

## 影響を受けた人
清沢は多くの人に影響を与えたが、正岡子規、夏目漱石にも影響を与えた。清沢は結核で喀血した子規の病床六尺を読み、次の手紙を送った。次の文章は正岡子規の後の病床六尺にでている。

## 歎異抄と清沢
山本伸裕によると、清沢の仕事は、時代の濁流の中で自己を見失い、煩悶を抱いて生きざるを得なくなった近代日本人 - 代表は藤村操であるが - に歎異抄にみられるような生きた宗教心を刺激すると同時に、そこに哲学的なメスを入れることで、むき出しの「個」として生きることを強いられた人々に精神の立脚地を確立するためのガイドを示すことにあったと書いている。歎異抄の有名な言葉は「善人なおもて往生をとく、いわんや、悪人をや」である。彼は宗教書としての歎異抄の価値を認めつつも、宗教哲学の普遍的構造に落とし込む作業をなした。。

## 批評
清沢満之の「精神主義」に始まる近代教学は、宗祖親鸞とは異なるとして、直弟子である多田鼎を初めとする幾多の論者から批判があった。「宗教的信念の必須要件」において清沢満之は「一度如来の慈光に接してみれば（中略）一切が愛好すべきもの、尊敬すべきものであって、この世の事事物物が光りを放つようになる。」と述べ、その帰結として「此に至ると、道徳を守るもよい、知識を求むるもよい、政治に関係するもよい、商売するもよい、漁猟をするもよい、国に事ある時は銃を肩にして戦争に出かけるもよい・・・」などとその信念を開陳した。。これらの思想は、神権天皇制やその浸透のために発せられた教育勅語を丸のみし、浄土真宗が戦争に協力していく歴史の源泉となったとして、一部の論者によって批判されてきた。が、未だ教学的に克服されたとは言えず、戦後、真宗大谷派が起こした差別事件の源泉であると論じる者もいる。

## 家族・親族
- 父：徳永永則は尾張藩士。
- 孫：清沢哲夫

## 著書
- 『宗教哲学骸骨』（1893年）[14]
- 『在床懺悔録』（1895年）[15]
- 『他力門哲学骸骨試稿』（1895年）[16]
- 「臘扇記」（1983年）

8月起筆、明治32年4月擱筆した清沢の日記を整理し、1902年に『精神界』にて「臘扇記」と題して発表したもの。
- 「精神主義」（『精神界』1901年）[19][20]
- 「絶対他力の大道」（「臘扇記」より抄出され『精神界』に1902年に無記名で掲載。）[17][21]
- 「他力の救済」（『精神界』1903年）[22]
- 「我が信念」（『精神界』1903年・絶筆）[23][24]

- 『精神講話』浩々洞 1902
- 『清沢先生藤岡翁養病対話』藤岡了空記 法藏館 1902
- 『修養時感』森江書店 1904
- 『懺悔録』暁烏敏 編 金尾文淵堂 1906
- 『仏教講話』文明堂 1906
- 『清沢全集』第1・2巻 無我山房 1914
- 『清沢文集』岩波文庫 1928、復刊 1985、1995
- 『宗教哲学骸骨講義 他一篇』稲葉昌丸編 法藏館 1936
- 『わが信念：病床にある友へ』弘文堂アテネ文庫 1952
- 『清沢満之先生のことば 生誕百年記念出版』大河内了悟・佐々木蓮麿共編 永田文昌堂 1963
- 『清沢満之の哲学と信仰』福田正治編 黎明書房 1963
- 『精神主義：清沢満之文集』西村見暁編、法蔵館 1963
- 『清沢満之の四つの文章』数学研究所編 東本願寺出版部 1963
- 『定本清沢満之文集』松原祐善・寺川俊昭編 法蔵館 1979、新版1999
- 『他力救済の大道 清沢満之文集 現代語訳』本多弘之編 草光舎 2000
- 『清沢満之語録 現代語訳』今村仁司編訳 岩波現代文庫 2001
- 『宗教哲学骸骨 現代語訳』藤田正勝訳 法藏館 2002
- 『他力門哲学骸骨 現代語訳』藤田正勝訳 法藏館 2003
- 『精神主義 現代語訳』藤田正勝訳 法藏館 2004
- 『わが信念 現代語訳』藤田正勝訳 法藏館 2005
- 『在床懺悔録 現代語訳』藤田正勝訳 法藏館 2007
- 『臘扇記 注釈』大谷大学真宗総合研究所 編集・校注、法藏館, 2008
- 『清沢満之集』安冨信哉編、山本伸裕校注 岩波文庫 2012
- 『精神主義ほか』橋本峰雄責任編集[25] 中央公論新社(中公クラシックス) 2015
- 『清沢満之入門：絶対他力とは何か』暁烏敏解説、書肆心水 2015

著作全集
- 『清沢満之全集』(全6巻) 有光社 1934-1935

- 『清沢満之全集』(全8巻) 暁烏敏・西村見暁共編 法蔵館

1. 建峰時代 1953
2. 骸骨時代 上 1955
3. 骸骨時代 下 1957
4. 石水時代 上 1956
5. 石水時代 下 1956
6. 蝋扇時代 上 1953
7. 蝋扇時代 中 1955
8. 蝋扇時代 下 1956

- 『清沢満之全集』 大谷大学編、岩波書店 2002-2003、別巻2020-2021

1. 宗教哲学
2. 他力門哲学
3. 哲学論集
4. 哲学史研究
5. 西洋哲学史講義
6. 精神主義
7. 仏教の革新
8. 信念の歩み-日記
9. 信念の交流-書簡

別巻1 哲学史
別巻2 資料・講義・書簡補遺 他

## 関連書籍
- 西村見暁『清沢満之先生』法藏館 1951
- 吉田久一『清沢満之』吉川弘文館 1961、新版1986 (人物叢書)
- 堀浩良『清沢満之の信仰と思想』永田文昌堂 1964
- 脇本平也『近代の仏教者 出定後語<富永仲基> 我が信念<清沢満之>』 (日本の仏教) 筑摩書房 1967
  - 脇本平也『評伝 清沢満之』法蔵選書 1982。増訂版
  - 脇本平也『浄土仏教の思想 第十四巻　清沢満之・山崎弁栄』講談社、1992。後者は河波昌
- 曽我量深『他力の救済 清沢満之先生』編者: 清沢満之先生に学ぶ会 文明堂 1973
- 金子大栄『清沢先生の世界 清沢満之の思想と信念について』文明堂 1977
- 大河内了悟・寺川俊昭『我、他力の救済を念ずるとき 清沢満之に学ぶ』 (同朋選書)東本願寺出版部 1980
- 加藤智見『いかにして<信>を得るか 内村鑑三と清沢満之』法蔵館 1990 法蔵選書、新版2020
- 『資料清沢満之』全3巻 福嶋寛隆・赤松徹真編. 同朋舎出版 1991
- 本多弘之『親鸞の鉱脈 清沢満之』草光舎 1992
- 伊香間祐學『「精神主義」を問い直す』北陸聞法道場出版部　1992
- 小森龍邦『宿業論と精神主義』解放出版社 1993
- 『清沢満之 伝記・清沢満之』伝記叢書 観照社編、復刻・大空社 1994
- 久木幸男『検証清沢満之批判』法蔵館 1995
- 安冨信哉『清沢満之と個の思想』法藏館 1999
- 神戸和麿『清沢満之の生と死』法藏館 2000
- 亀井鑛『父と娘の清沢満之』大法輪閣 2001
- 延塚知道『「他力」を生きる 清沢満之の求道と福沢諭吉の実学精神』筑摩書房 2001
- 田代俊孝『清沢満之に学ぶ生と死』 (伝道シリーズ）法藏館 2002
- 『清沢満之 その人と思想』藤田正勝, 安冨信哉編. 法藏館 2002
- 寺川俊昭『清沢満之論 新装』文栄堂書店 2002
- 今村仁司『清沢満之の思想』人文書院 2003
- 今村仁司『清沢満之と哲学』岩波書店 2004
- 『清沢満之 生涯と思想』教学研究所編、真宗大谷派宗務所出版部 2004
- 延塚知道『清沢満之と歎異抄 続』文栄堂書店 2005
- 神戸和麿『清沢満之その思想の軌跡』法藏館 2005
- 理崎啓『六花飜々 清澤満之と近代仏教』哲山堂 2011
- 山本伸裕『「精神主義」は誰の思想か』法藏館 2011 (日本仏教史研究叢書)
- 近藤俊太郎『天皇制国家と「精神主義」 清沢満之とその門下』法藏館 2013 (日本仏教史研究叢書)
- 箕浦恵了『清沢満之と宗教哲学 近代日本の学問形成史小景』法蔵館 2013
- 山本伸裕『清沢満之と日本近現代思想 自力の呪縛から他力思想へ』明石書店 2014
- 藤田正勝『清沢満之が歩んだ道 その学問と信仰』法藏館 2015
- 『清沢満之と近代日本』山本伸裕・碧海寿広編 法藏館 2016
- 伊東恵深『親鸞と清沢満之 真宗教学における覚醒の考究』春秋社 2018
- 安冨信哉『現代思想としての清沢満之』法藏館 2019。遺稿集
- 鈴村裕輔 『清沢満之における宗教哲学と社会』法政大学出版局 2022
- 山本伸裕『清沢満之の宗教哲学』筑摩選書 2025